# Dix-neuvième législature du Bundestag
24 octobre 2017 - 26 octobre 2021
(4 ans et 2 jours)
18e législature 20e législature
La dix-neuvième législature du Bundestag, la chambre basse de la République fédérale d'Allemagne, s'est ouverte le 24 octobre 2017 et s'est achevée le 26 octobre 2021.

## Composition de l'exécutif

### Président de la République
Frank-Walter Steinmeier est désigné candidat par le SPD, il reçoit quelques jours plus tard, le 14 novembre 2016, le soutien de la CDU/CSU dirigée par Angela Merkel, ce qui rend son élection à la présidence fédérale inéluctable puisque les trois formations bénéficient de la majorité absolue à l'Assemblée fédérale. Dans les semaines qui suivent, il promet, dans la lignée des précédents présidents fédéraux, de maintenir le pays uni autour de ses valeurs fédérales et dit sa détermination à ne pas succomber « sans limite à la simplification », qui favoriserait selon lui la montée des populismes en Allemagne comme en Europe.

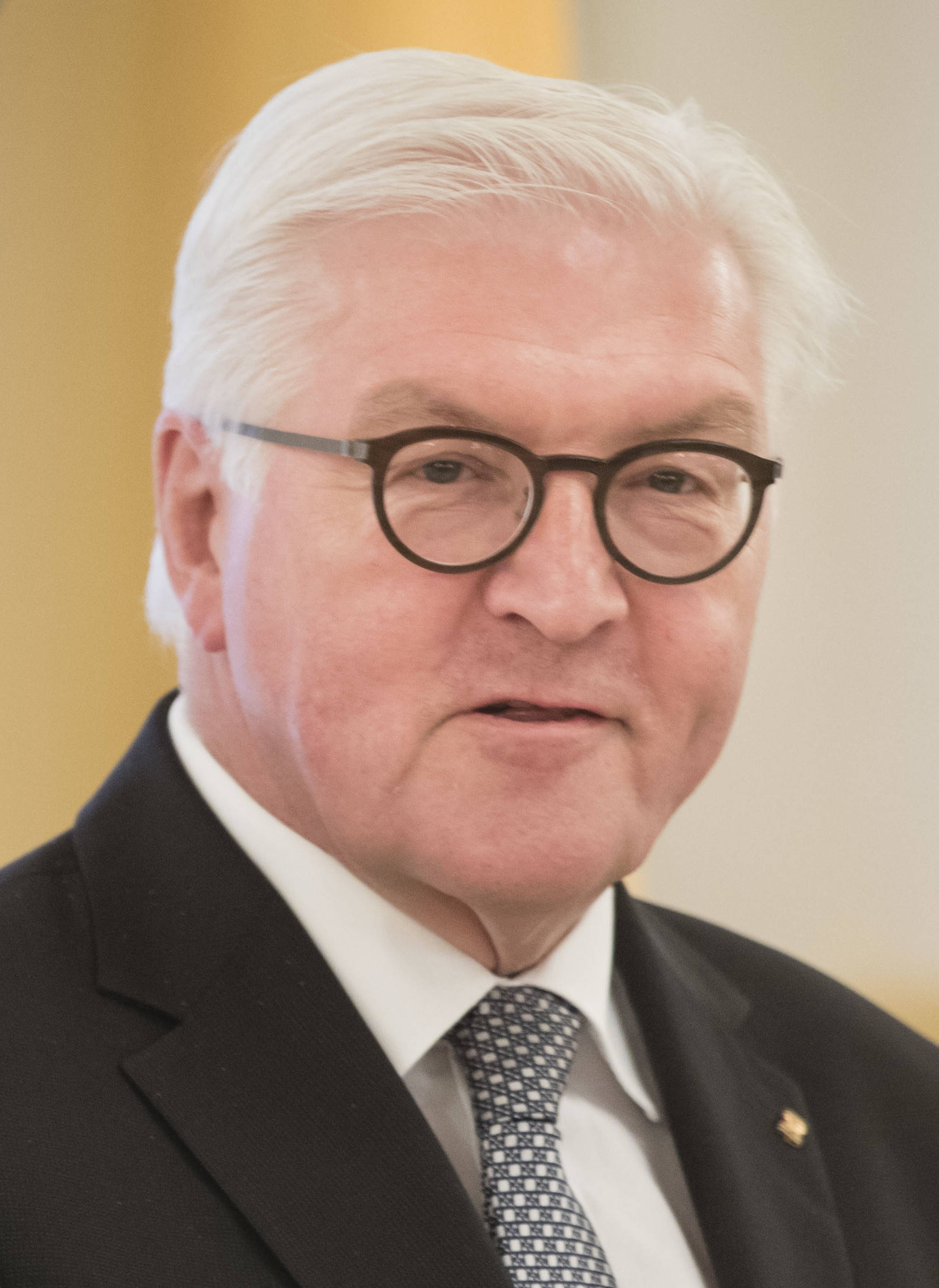
Frank-Walter Steinmeier, président fédéral depuis le 19 mars 2017.

### Chancelier et gouvernements successifs
L'alliance CDU-CSU arrive en tête des élections du 24 septembre 2017 avec 32,9 % des suffrages, un résultat historiquement bas, la CDU-CSU n'ayant pas recueilli un pourcentage aussi faible depuis les élections fédérales de 1949,,.
Des discussions s'ouvrent ensuite entre la CDU/CSU et le SPD, mais l'idée de la reconduction d'une grande coalition est critiquée par une partie des sociaux-démocrates, qui prônent un retour dans l'opposition afin de se refaire une santé électorale,,. Finalement, le 7 février 2018, un accord de grande coalition est signé, puis approuvé par les adhérents du SPD. Cette grande coalition est perçue comme fort différente des trois qui l'ont précédé, notamment car elle rassemble moins de 55 % des suffrages exprimés aux élections fédérales et que les trois partis la composant se trouvent dans une situation interne de faiblesse et d'instabilité. Angela Merkel est réélue chancelière fédérale le 14 mars 2018. Elle obtient 364 votes de députés, soit neuf de plus que la majorité nécessaire mais 35 de moins que sa majorité théorique de 399 parlementaires.
| Gouvernement | Gouvernement | Gouvernement      | Dates (Durée)                                              | Partis      | Chancelier fédéral | Composition initiale |
| ------------ | ------------ | ----------------- | ---------------------------------------------------------- | ----------- | ------------------ | -------------------- |
|              |              | Cabinet Merkel IV | 14 mars 2018 - 8 décembre 2021 (3 ans, 8 mois et 24 jours) | CDU/CSU-SPD | Angela Merkel      | 15 ministres         |

## Présidence du Bundestag
| Fonction | Fonction | Fonction        | Fonction                                | Groupe parlementaire | Circonscription              |
| -------- | -------- | --------------- | --------------------------------------- | -------------------- | ---------------------------- |
|          |          | Président       | Wolfgang Schäuble                       | CDU/CSU              | Offenburg                    |
|          |          | Vice-président  | Hans-Peter Friedrich                    | CDU/CSU              | Hof                          |
|          |          | Vice-président  | Thomas Oppermann (jusqu'au 25/10/2020)  | SPD                  | Göttingen                    |
|          |          | Vice-présidente | Dagmar Ziegler (à partir du 26/11/2020) | SPD                  | Brandebourg                  |
|          |          | Vice-président  | Wolfgang Kubicki                        | FDP                  | Schleswig-Holstein           |
|          |          | Vice-présidente | Claudia Roth                            | Grünen               | Bavière                      |
|          |          | Vice-présidente | Petra Pau                               | Linke                | Berlin-Marzahn – Hellersdorf |

## Groupes parlementaires
|                                     |                                     |                                                                            | Députés                             | Président                                |
| Membres                             |                                     |                                                                            |                                     | Président                                |
| ----------------------------------- | ----------------------------------- | -------------------------------------------------------------------------- | ----------------------------------- | ---------------------------------------- |
|                                     | CDU/CSU                             | Union chrétienne-démocrate d'Allemagne/Union chrétienne-sociale en Bavière | 245                                 | Ralph Brinkhaus                          |
|                                     | SPD                                 | Parti social-démocrate d'Allemagne                                         | 152                                 | Rolf Mützenich                           |
|                                     | AfD                                 | Alternative pour l'Allemagne                                               | 87                                  | Alexander Gauland et Alice Weidel        |
|                                     | FDP                                 | Parti libéral-démocrate                                                    | 80                                  | Christian Lindner                        |
|                                     | Linke                               | Die Linke                                                                  | 69                                  | Dietmar Bartsch et Amira Mohamed Ali     |
|                                     | Grünen                              | Alliance 90 / Les Verts                                                    | 67                                  | Katrin Göring-Eckardt et Anton Hofreiter |
| Total de députés membres de groupes | Total de députés membres de groupes | Total de députés membres de groupes                                        | Total de députés membres de groupes | 700                                      |
|                                     | Députés non-inscrits                | Députés non-inscrits                                                       | Députés non-inscrits                | 9                                        |
| Total des sièges pourvus            | Total des sièges pourvus            | Total des sièges pourvus                                                   | Total des sièges pourvus            | 709                                      |